# José Barros
Pour les articles homonymes, voir Barros.
José Benito Barros Palomino, né le 21 mars 1915 à  El Banco (Magdalena, Colombie) et mort le 12 mai 2007 à Santa Marta (Magdalena, Colombie), est un compositeur colombien.
Il est l'auteur de plus de 800 chansons dans les genres musicaux traditionnels de la cumbia, du porro, du merengue, du currulao, du paseo, du boléro et du tango.
Il est en particulier l'auteur de la cumbia La piragua, interprétée par de très nombreux chanteurs colombiens et d'Amérique du Sud, dont Carlos Vives. Ses œuvres ont été également interprétées par La Sonora Matancera, Tito Cortés, Charlie Figueroa et Bovea y sus Vallenatos.

## Composition

### Porros
- Corazón atormentado
- Juanita La Maicera
- Ají Picante
- El viajero
- El Tigre de Tordecilla
- Las Pilanderas
- Momposina
- El Chupaflor
- La Pava
- La llorona loca
- El Guere-Guere
- Arbolito de Navidad
- Pajarillo montañero
- Me voy de la vida

### Pasillos
- Pesares
- Divagando

### Boléros
- A la orilla del mar
- Busco tu recuerdo
- Carnaval

### Tangos
- Cantinero sirva trago
- Bandoneón

### Cumbias
- Navidad Negra
- El Pescador
- La Piragua
- Violencia
- El Minero
- Caminito de Luna
- Juana Rosa Mana
- Justiniana la ventanera
- Palmira Señorial (Porro)

### Currulaos
- Paloma Morena